# Opera Lwowska
Opera Lwowska (Lwowski Narodowy Akademicki Teatr Opery i Baletu im. Salomei Kruszelnickiej; ukr. Львівський національний академічний театр опери та балету імені Соломії Крушельницької; dawniej Teatr Miejski, w dwudziestoleciu międzywojennym Teatr Wielki) – teatr we Lwowie zaprojektowany przez prof. Zygmunta Gorgolewskiego. Jest to nie tylko dzieło sztuki architektonicznej, ale także rzeźby i malarstwa. Reprezentuje eklektyzm w sztuce.

## Budynek Opery
Gmach teatru, usytuowany w centrum Lwowa, jest ważnym akcentem urbanistycznym kończącym w kierunku północnym oś bulwarową prospektu Swobody (dawnych Wałów Hetmańskich).
Jest ciekawym budynkiem pod względem architektonicznym, obfituje w dekoracje malarskie i rzeźbiarskie nawiązujące do sztuki teatralnej.
Gmach zajmuje powierzchnię ponad 3000 m², ma kształt prostopadłościanu o wymiarach 45x95 m. Budowlę wieńczy znajdująca się nad sceną miedziana kopuła. Drzwi wejściowe flankują podtrzymujące fryz kolumny doryckie. Nad gzymsem oddzielającym rustykowany parter od pierwszego piętra ulokowano loggię z trójłukową arkadą i podwójnymi kolumnami korynckimi, przestrzeń między oknami zdobią kolumny jońskie.
Rzeźby alegoryczne autorstwa Stanisława Wójcika przedstawiają Poezję i Muzykę po lewej stronie, Sławę i Fortunę w centrum, Komedię i Tragedię – po prawej. Figury Muz na attyce są autorstwa Juliana Markowskiego, Tadeusza Wiśniowieckiego, Tadeusza Barącza, Juliusza Bełtowskiego i Antoniego Popiela.
Odrzwia wejściowe do parteru zdobi marmurowy portal flankowany jońskimi pilastrami, zwieńczony białomarmurowym medalionem z portretem Z. Gorgolewskiego autorstwa J. Bełtowskiego z 1907 roku.
Widownia mieści 1200 osób. Szczególnie reprezentacyjne były dwie loże prosceniowe pierwszego piętra: cesarska i marszałkowska, z salonami i odrębnymi toaletami (do loży cesarskiej prowadziło osobne wejście).
Podczas budowy gmachu zastosowano najnowocześniejsze wówczas rozwiązania technologiczne:
- system betonowych fundamentów
- hydrauliczną maszynerię sceniczną
- oświetlenie elektryczne
- centralne ogrzewanie

Główna kurtyna jest dziełem artysty-malarza Henryka Siemiradzkiego.

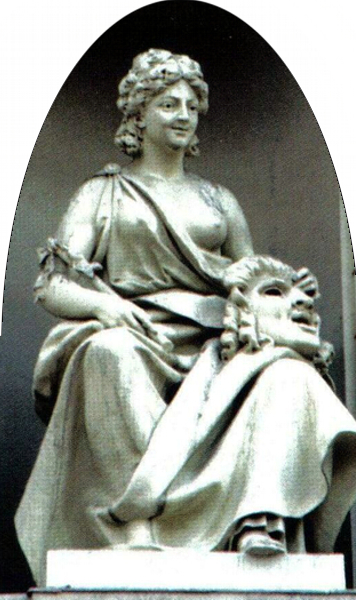
Muza komedii – Talia
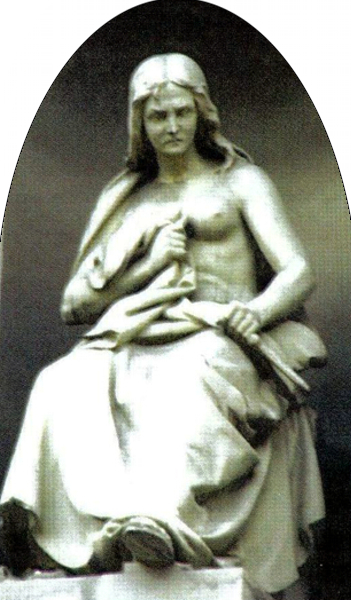
Muza tragedii – Melpomene
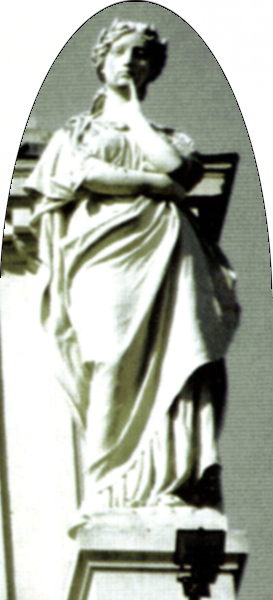
Muza poezji chóralnej – Polihymnia
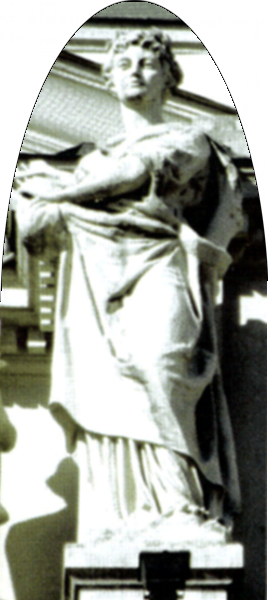
Muza poezji miłosnej – Erato

## Historia

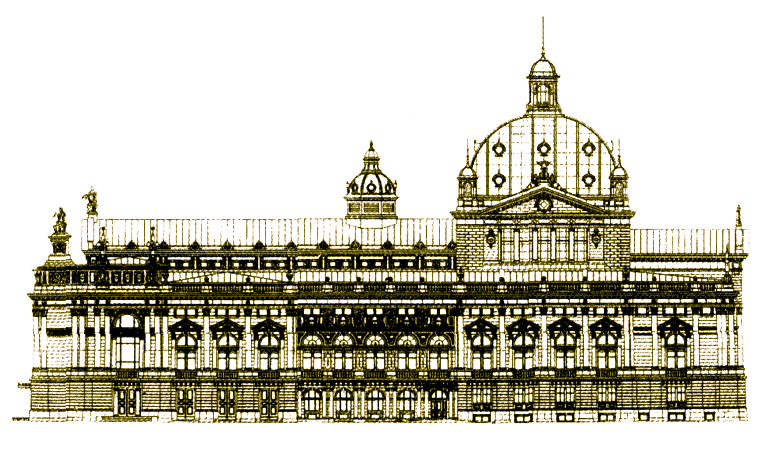
Projekt elewacji bocznej 1896

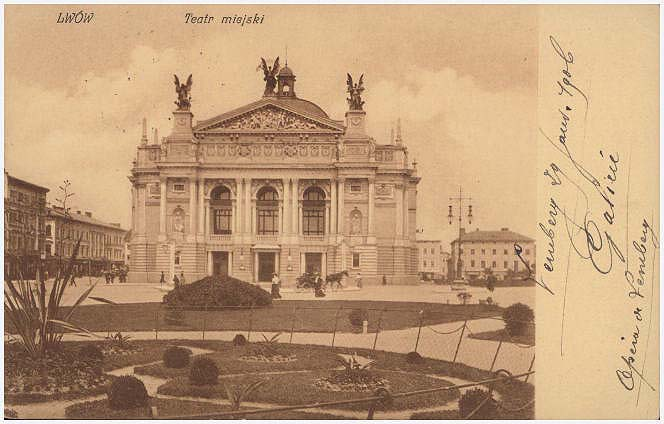
Teatr miejski we Lwowie na pocztówce z 1905 roku.

Projekt teatru wykonał dyrektor lwowskiej Szkoły Przemysłowej prof. Zygmunt Gorgolewski, który w 1895 roku wygrał konkurs ogłoszony przez magistrat lwowski. Budowę rozpoczęto w czerwcu 1897 roku. Obiekt usytuowany jest w rejonie dawnego placu Gołuchowskich, zamyka perspektywę Wałów Hetmańskich, dziś Prospekt Swobody (Aleja Wolności).
W miejscu obecnego budynku stał niegdyś pałac Gołuchowskich, sąsiadujący od wschodu z okazałym gmachem fundacji Skarbkowskiej, mieszczącej narodową scenę. Po około 40 latach użytkowania okres zastrzeżony aktem fundacyjnym hr. Fryderyka Skarbka dla utrzymania teatru w gmachu fundacji dobiegał końca. Rada Królewskiego Stołecznego m. Lwowa podjęła uchwałę o budowie nowego Teatru Wielkiego. Rozpisano konkurs wśród „architektów polskiej i ruskiej narodowości”, prace miały być nadsyłane do 1 stycznia 1896 r. W efekcie na konkurs nadesłano trzy projekty, z których rozpatrywano tylko dwa: Jana Zawiejskiego oznaczony godłem Justitia i Zygmunta Gorgolewskiego Laudendo monet. Jury konkursowe opowiadało się za obydwoma projektami. W efekcie pomysł Gorgolewskiego zwyciężył, gdyż zadecydowały korzystniejsze rozwiązania formalne. Budynek odznaczał się spójną, spokojną, klasyczną bryłą oraz był bardziej monumentalny. Natomiast projekt Zawiejskiego, mimo że odznaczał się lepszymi rozwiązaniami użytkowymi, to uznano go o zbyt drobiazgowej dekoracyjności, którego „sylweta zewnętrzna nie jest korzystna, wieloraki podział dachu nad westybulem, salą widzów i sceną w równych kształtach nie jest pięknym”. Projekt Zalewskiego silnie nawiązuje do projektu teatru krakowskiego, w układzie wnętrz, jak i elewacji. Analizując obydwa projekty można zauważyć duże podobieństwo w układzie wnętrz, jak i kompozycji elewacji bocznych. Budowa trwała w latach 1897–1900.
Plan budowli ze względu na swoje przeznaczenie odznacza się bogatym układem pomieszczeń. Całość założona na planie prostokąta, symetryczna, w środkowej części widownia ze sceną, którą od strony ścian obwodowych ujmują pomieszczenia w układzie korytarzowym.
W latach 1897–1900 Gorgolewski osobiście kierował budową i nadzorował wykonanie wszystkich prac związanych z wyposażeniem i artystycznym ozdabianiem gmachu. Koryto Pełtwi zostało zasklepione, a na nowatorskim fundamencie żelbetowym zaprojektowanym przez inż. Jana Boguckiego wzniesiono ściany z cegły i kamienia. Przy projektowaniu i budowie teatru uwzględniono 114 przepisów przeciwpożarowych i budowlanych. Koszt budowy i wyposażenia gmachu wyniósł półtora (lub ok. 3) miliona koron. Na skutek osunięcia się gruntu po zbudowaniu gmachu, wejście do niego prowadzi wprost z przyległego placu, a nie – jak pierwotnie planowano – po paradnych schodach. Do prac przy ozdabianiu gmachu teatralnego zaproszono najbardziej znanych artystów malarzy i rzeźbiarzy ówczesnego Lwowa. Urządzenia maszynowe teatru wykonała fabryka budowy wagonów i maszyn z Sanoka.
4 października 1900 odbyło się uroczyste otwarcie teatru w obecności gości honorowych – Henryka Sienkiewicza, Ignacego Paderewskiego, Henryka Siemiradzkiego, prezydenta miasta Godzimira Małachowskiego, namiestnika Leona Pinińskiego, marszałka krajowego Stanisława Badeniego oraz delegacji praskiej z burmistrzem Vladimirem Srbem i byłym dyrektorem Národního divadla Františkiem Adolfem Šubertem. Odegrano hymny: polski, austriacki i czeski.
Prezydent Lwowa Godzimir Małachowski przed inauguracją zwrócił się z apelem do członków rady miejskiej aby jawili się (...) w strojach polskich. Dla wszystkich zresztą obowiązuje strój galowy.
Po mszy w Katedrze Łacińskiej poświęcenia gmachu teatru dokonał lwowski arcybiskup katolicki obrządku ormiańskiego Izaak Mikołaj Isakowicz (gdyż stolice dwóch pozostałych obrządków katolickich pozostawały nieobsadzone po śmierci ich ordynariuszy) w obecności m.in. pastora Grafla i rabina Ezechiela Caro.
Na wystawie inauguracyjnej przedstawiono:
- widowisko poetycko-choreograficzne Baśń nocy świętojańskiej ze słowami Jana Kasprowicza i oprawą muzyczną Seweryna Bersona,
- operę Władysława Żeleńskiego Janek (specjalnie na tę okazję zamówioną i skomponowaną),
- komedię Fredry Odludki.

Dyrekcję nowej instytucji powierzono Tadeuszowi Pawlikowskiemu.
Po otwarciu teatru prasa lwowska pisała wznieśliśmy twierdzę, która ma być po wieczne czasy nie tylko świadkiem wymownym naszej miłości i szacunku dla sztuki, ale także jednym z ognisk polskiej oświaty („Dziennik Polski” z 4 października 1900), a sam twórca gmachu Zygmunt Gorgolewski podkreślał: aby ten budynek poświęcony sztuce narodowej był rzeczywiście przybytkiem sztuki w najszlachetniejszym znaczeniu, aby w nim długie lata i wieki rozbrzmiewała polska mowa i pieśń serdeczna oraz uczucie narodowe, których w innych dzielnicach polskich publicznie wyznawać nie wolno. Prezydent Lwowa Godzimir Małachowski zapewniał natomiast, że w tym gmachu i z niego brzmieć będzie zawsze nasza droga mowa ojczysta na pożytek miasta, narodu i wiekopomną sławę polskiego imienia. Przed budynkiem planowano pomnik Juliusza Słowackiego lub Tarasa Szewczenki, jednak ostatecznie projektu nie zrealizowano.
Budynek został uszkodzony w czasie krwawych zamieszek w 1936 roku. Od 1938 do 1939 dyrektorem teatru był Mieczysław Szpakiewicz.
Przed II wojną światową w gmachu teatru działały trzy sceny:
- dramatyczna
- komediowa
- operowa

## Dyrekcja teatru lwowskiego
Początki teatru polskiego we Lwowie:
- 1780 – Tomasz Truskolaski, Agnieszka Truskolaska
- 1809–1842 – Jan Nepomucen Kamiński

Teatr Skarbkowski:
- 1849–1854 – Juliusz Pfeiffer
- 1854–1857 – Tomasz Andrzej Chełchowski
- 1857–1860 – Witalis Smochowski
- 1860–1864 – Jan Nowakowski i Witalis Smochowski
- 1865–1874 – Adam Miłaszewski
- 1875–1881 – Jan Dobrzański
- 1881–1883 – Adam Miłaszewski
- 1883–1885 – Jan Dobrzański
- 1885–1886 – Celina Dobrzańska, Stanisław Niewiadomski
- 1887–1893 – Władysław Barącz, Celina Dobrzańska, Schmidt
- 1894–1896 – Zygmunt Przybylski, Henryk Szydłowski, Tadeusz Szydłowski
- 1896–1898 – Ludwik Heller i Juliusz Marian Bandrowski
- 1898–1900 – Ludwik Heller

Nowy gmach teatru lwowskiego:
- 1900–1906 – Tadeusz Pawlikowski
- 1906–1918 – Ludwik Heller

## Galeria

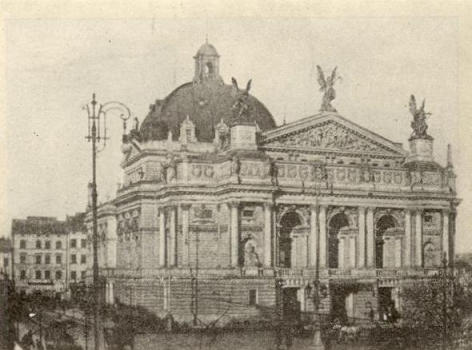
Teatr Wielki
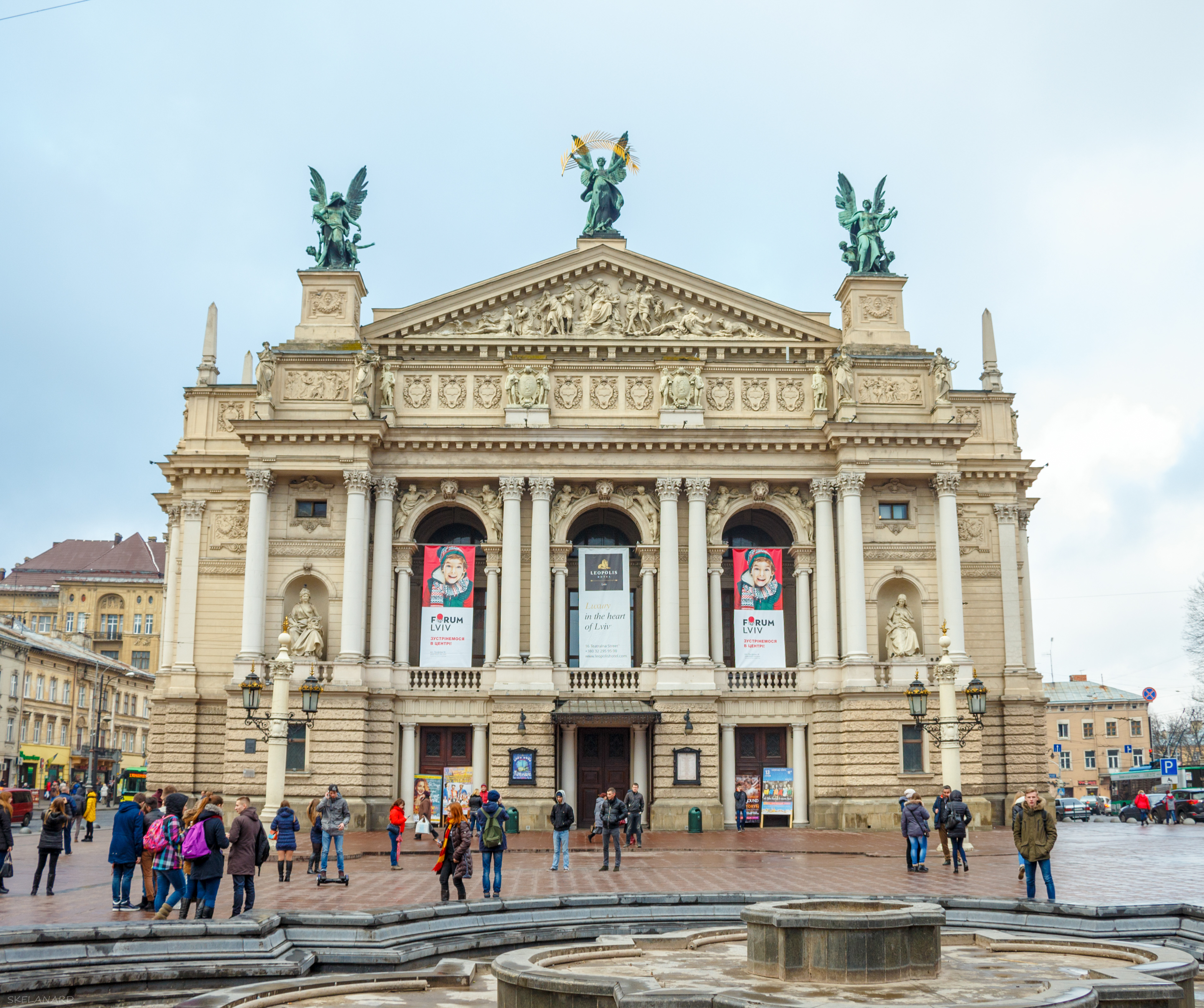
Teatr Opery i Baletu we Lwowie – wygląd obecny
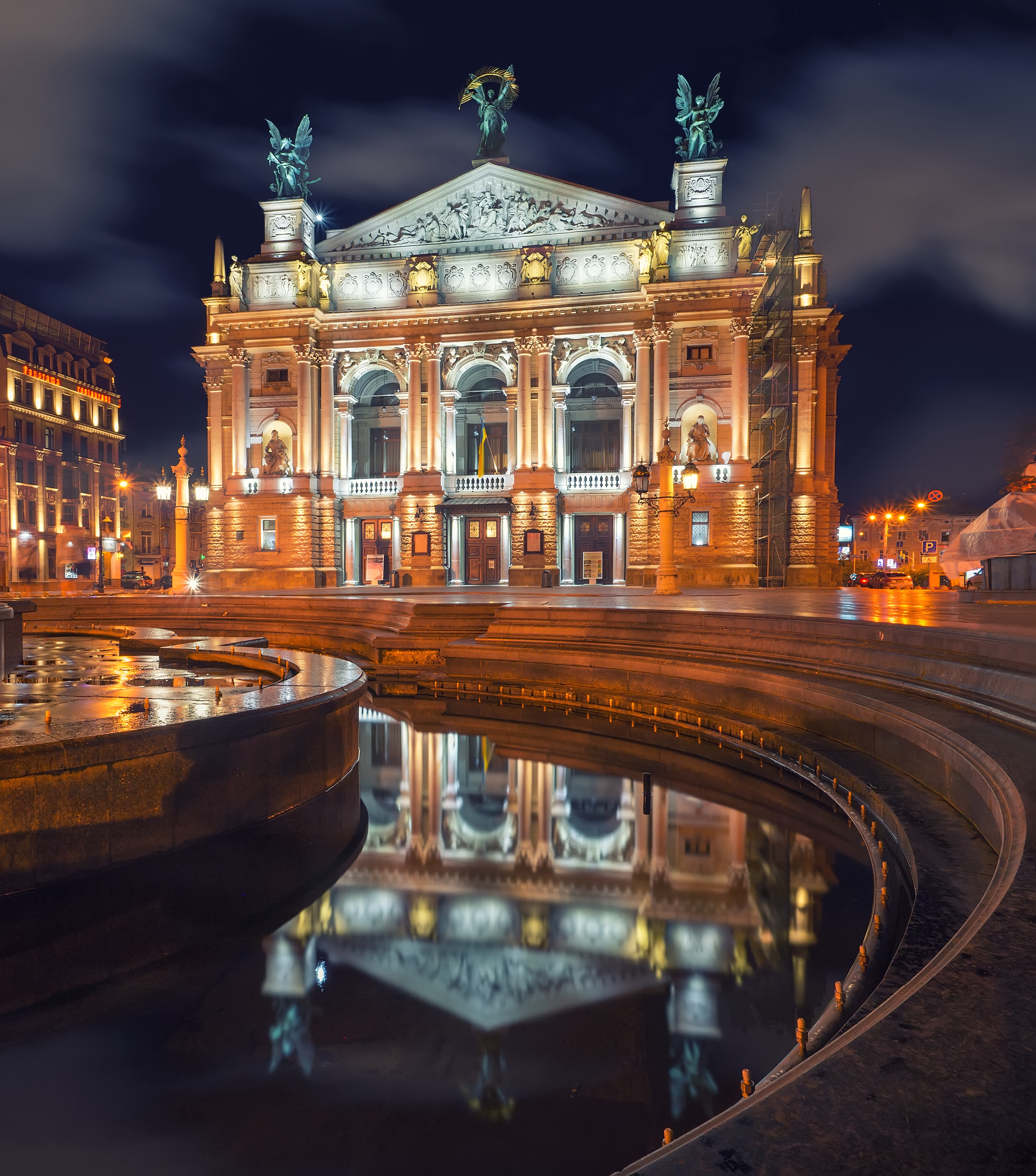
Teatr Opery i Baletu nocą
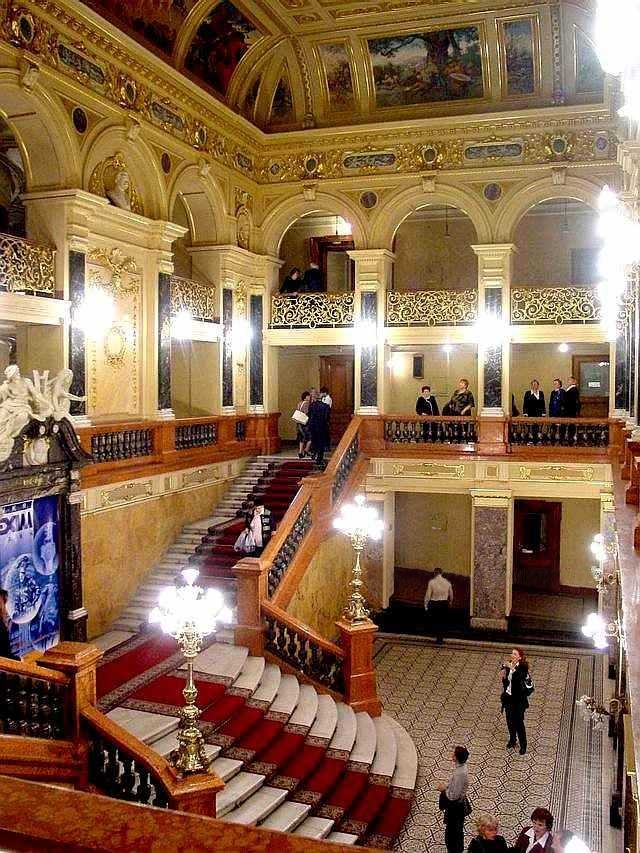
Westybul
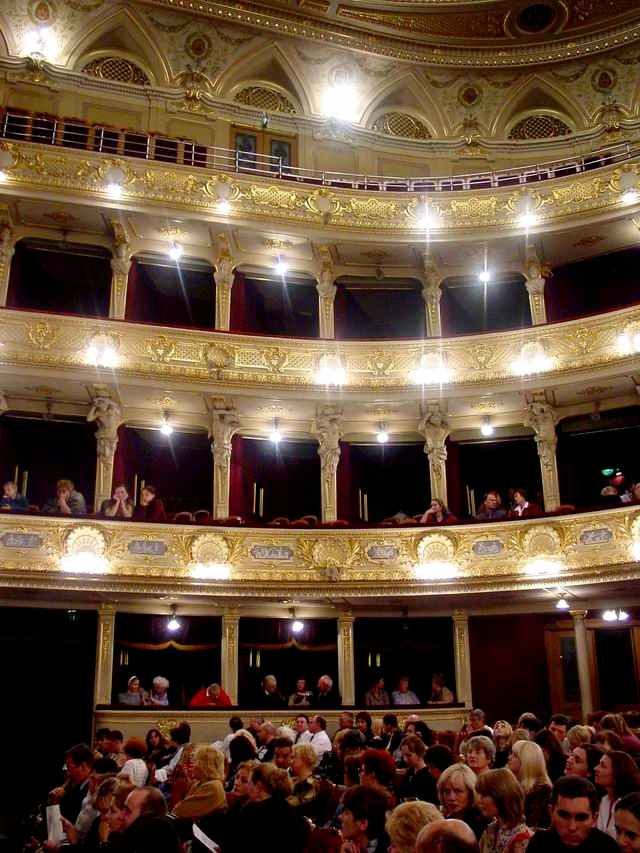
Widownia
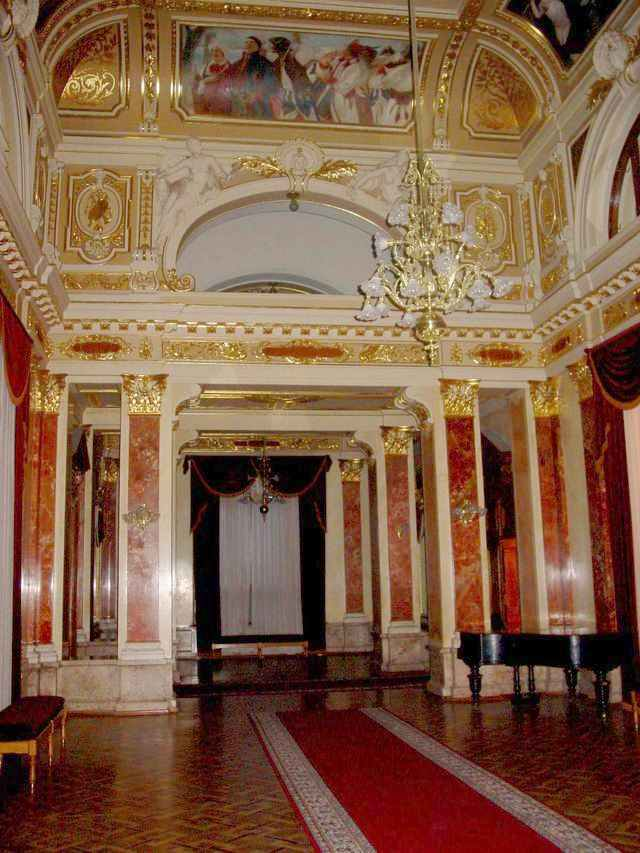
Sala lustrzana
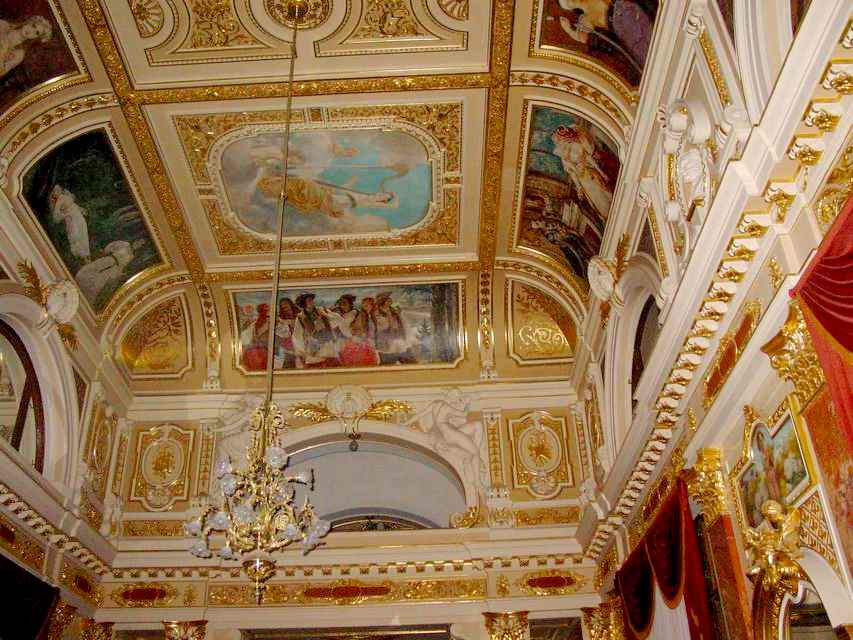
Sala lustrzana
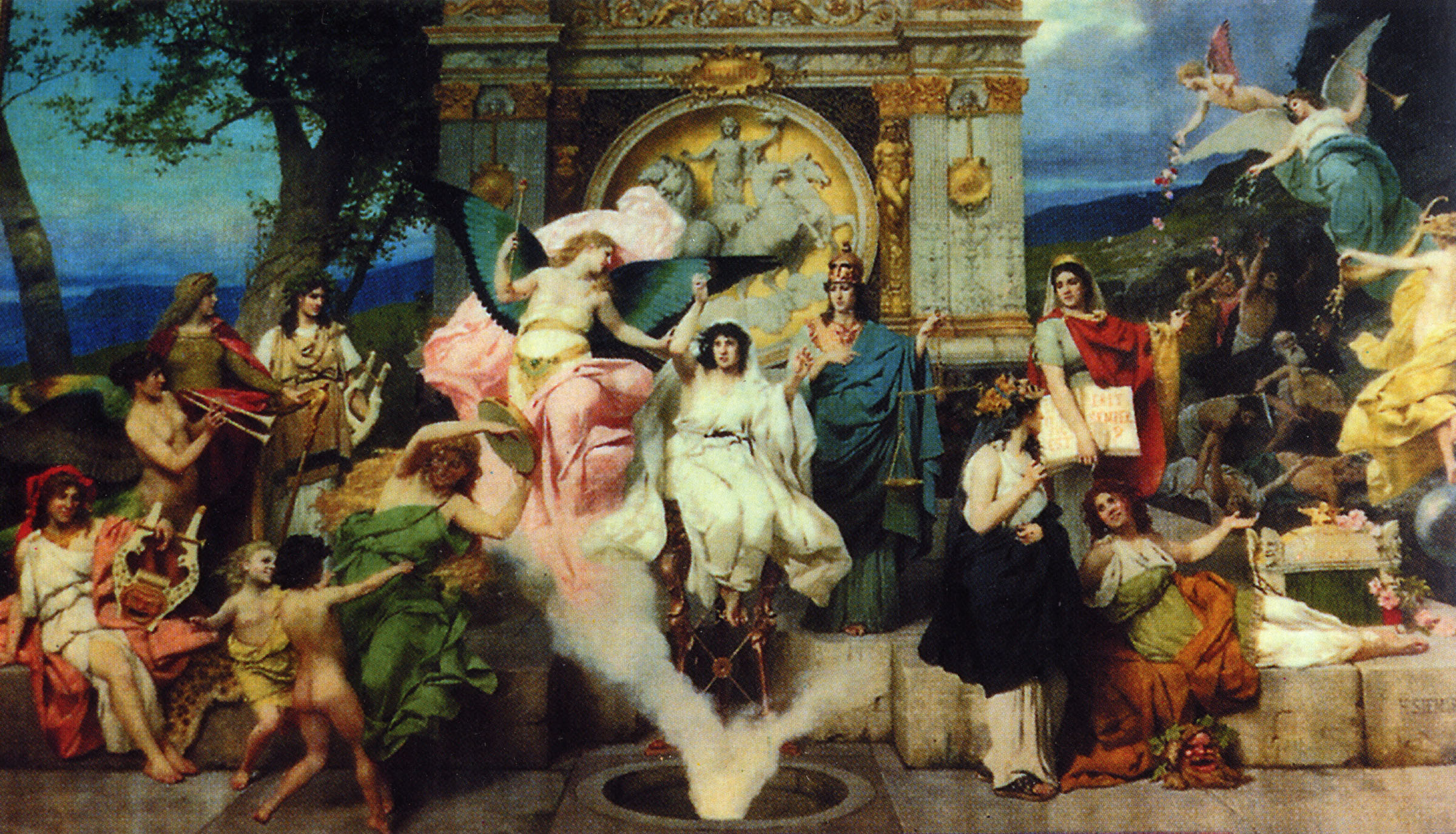
Kurtyna
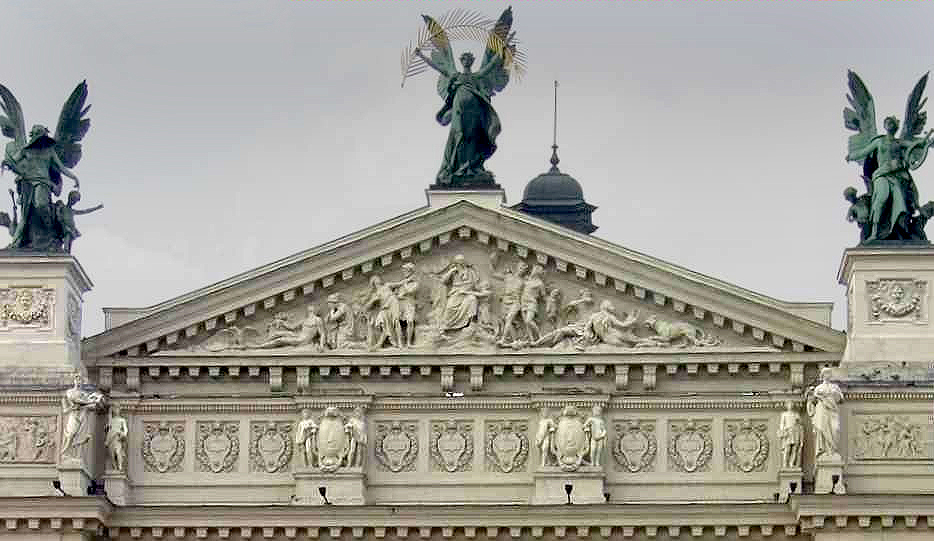
Tympanon
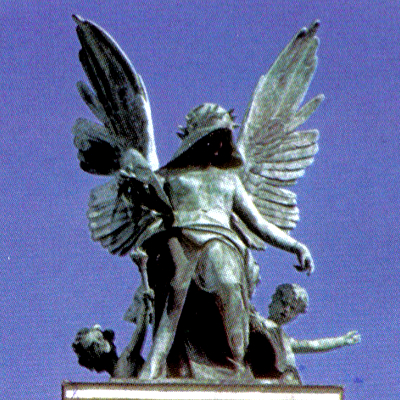
Geniusz Dramatu
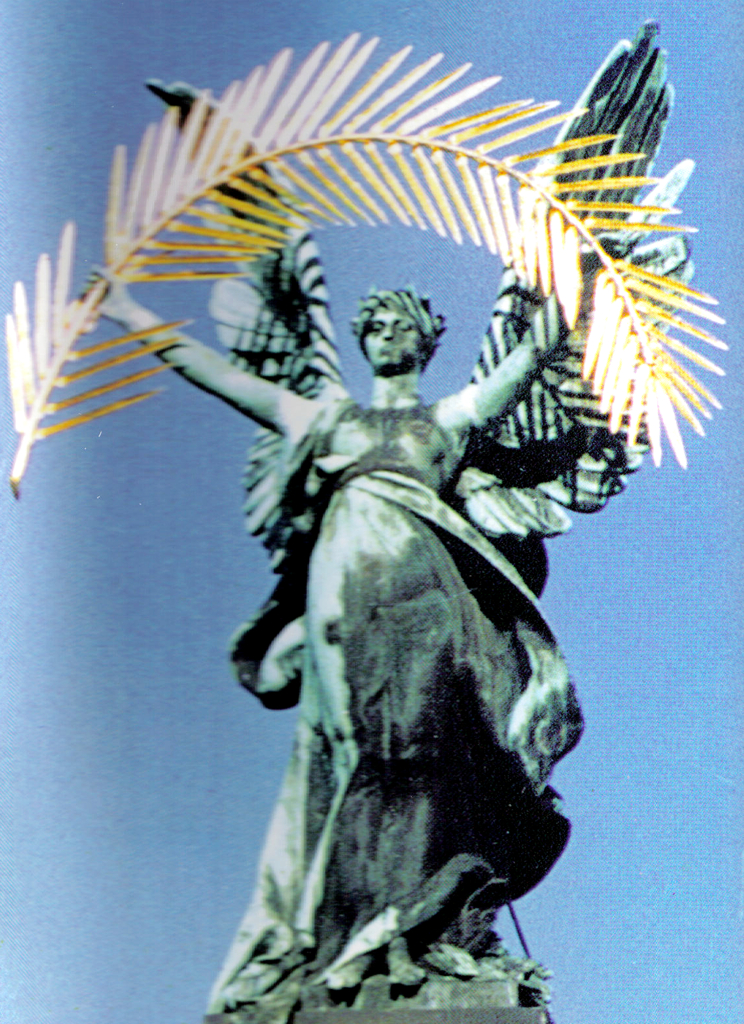
Alegoria Sławy
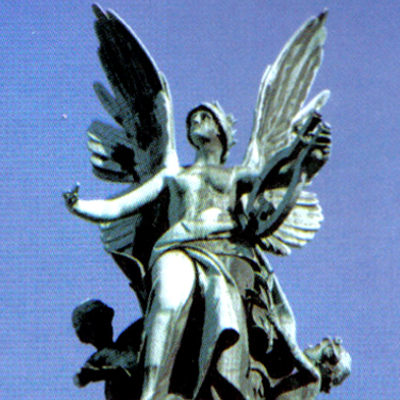
Geniusz Muzyki